# Musei Civici di Reggio Emilia

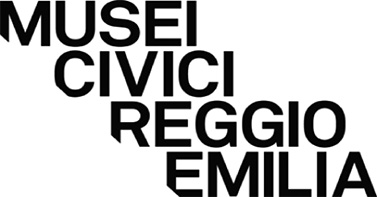
Logo dei Musei Civici di Reggio Emilia

I Musei Civici di Reggio Emilia sono il sistema museale della città di Reggio Emilia, formato da cinque sedi museali (Palazzo dei Musei, Museo del tricolore, Galleria Parmeggiani, Museo di storia della psichiatria, Museo del Santuario della Beata Vergine della Ghiara), due sedi monumentali (Il Mauriziano, Chiostri di San Pietro) e la Biblioteca delle Arti.
Nei Musei Civici si trovano documentate e valorizzate le memorie della natura, dell’archeologia, dell’arte e della storia dell’intero territorio provinciale, in una panoramica che abbraccia i cinque continenti.

## Storia
Il primo nucleo è nato poco più di 200 anni fa. Il più antico fondamento delle collezioni, infatti, nasce nel 1799 con l’acquisizione, da parte della città di Reggio Emilia, della collezione domestica dello scienziato Lazzaro Spallanzani che, nella sua abitazione di Scandiano, aveva accumulato reperti zoologici, paleontologici, mineralogici, litologici e botanici, nonché oggetti di arredo, quali quadri, tavolini e soprammobili. La raccolta, conservata integra nella sua consistenza settecentesca, dal 1830 è collocata nelle sale di Palazzo dei Musei.
A questa collezione si affiancarono progressivamente altre raccolte, prime fra tutte quelle archeologiche di don Gaetano Chierici, che fonda nel 1870 il Museo di Storia Patria, comprendente la collezione paletnologica e il portico dei marmi, e colloca nel vestibolo e nell'atrio i mosaici romani e medievali. La sua opera fu proseguita da Naborre Campanini che per primo introdusse una quadreria. Tra Ottocento e Novecento vennero costantemente ampliate le raccolte naturalistiche ed etnografiche. Così come progressivi e continui fino ad oggi sono gli incrementi delle collezioni archeologiche a seguito degli scavi effettuati dalla Soprintendenza.
Il patrimonio di opere ed edifici è cresciuto in numerosi decenni: agli inizi del XX secolo la casa-museo di Luigi Parmeggiani entra a far parte dei musei cittadini con il nome di Galleria Parmeggiani; nel 1982, per volontà della fabbriceria del Tempio e dei Musei Civici, nasce il Museo e Tesoro della Basilica della Ghiara; tra il 2004 e il 2006, in locali prospicienti la Sala del Tricolore, è stato allestito il Museo del tricolore; il padiglione Lombroso, uno degli edifici simbolo del complesso manicomiale del San Lazzaro, è stato trasformato in Museo della psichiatria e aperto al pubblico il 30 settembre 2012.
Dai tempi di Gaetano Chierici esiste anche la Biblioteca dei Musei Civici di Reggio Emilia, oggi detta Biblioteca delle Arti. Nata nella sede storica del Palazzo dei Musei, nel 2009 si trasferisce nei locali che affacciano su piazza della Vittoria.

## Le sedi

### Il Palazzo dei Musei

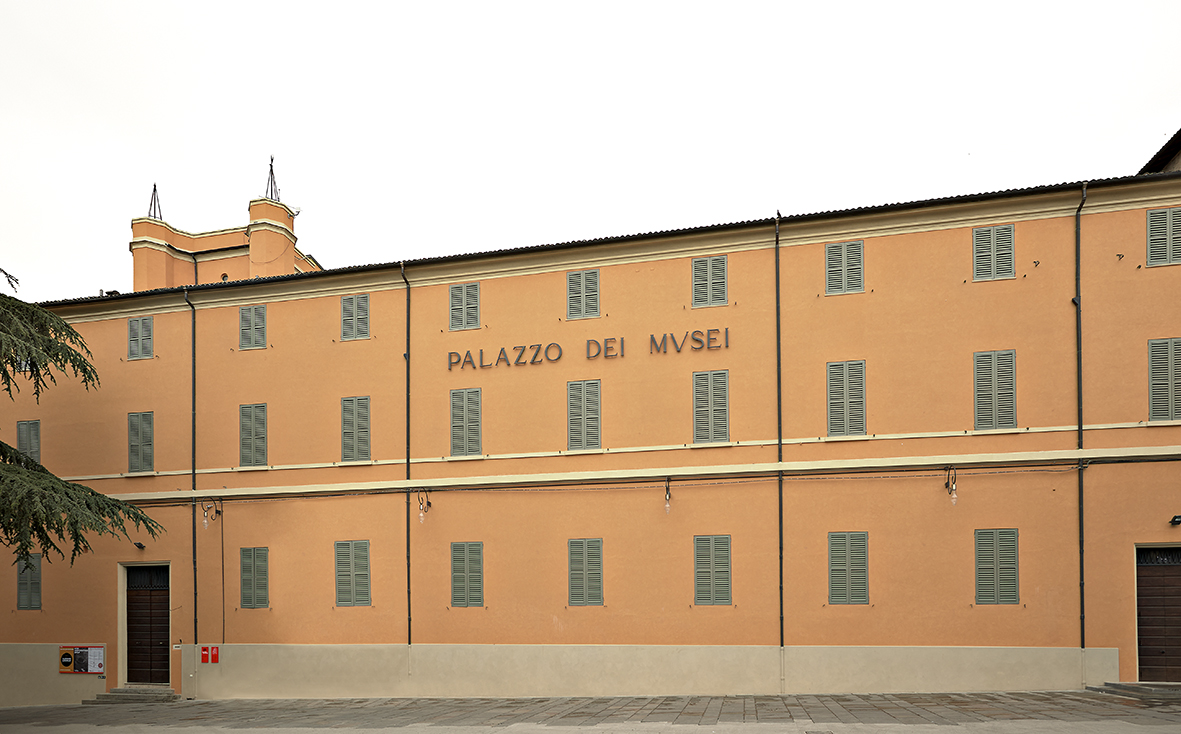
Palazzo dei Musei

Dal 1830 il Palazzo dei Musei,  sede originaria dei Musei Civici di Reggio Emilia, ospita raccolte e collezioni che documentano archeologia (Atrio dei Mosaici, Museo Gaetano Chierici di Paletnologia, Portico dei Marmi, Sala Regium Lepidi, Chiostro dei Marmi romani), storia naturale (Collezione Spallanzani, raccolte zoologiche, anatomiche, botaniche, geo-mineralogiche e paleontologiche), arte e storia dell'intero territorio provinciale, alle quali si aggiungono le preziose raccolte etnografiche. Al secondo piano si svolge il percorso curato dall'architetto Italo Rota che dalla preistoria fino all'800 scandisce i momenti salienti della vita storico-artistica della città di Reggio Emilia, per terminare nella sezione dedicata alla fotografia contemporanea con una esposizione permanente delle opere di Luigi Ghirri.

### Galleria Parmeggiani

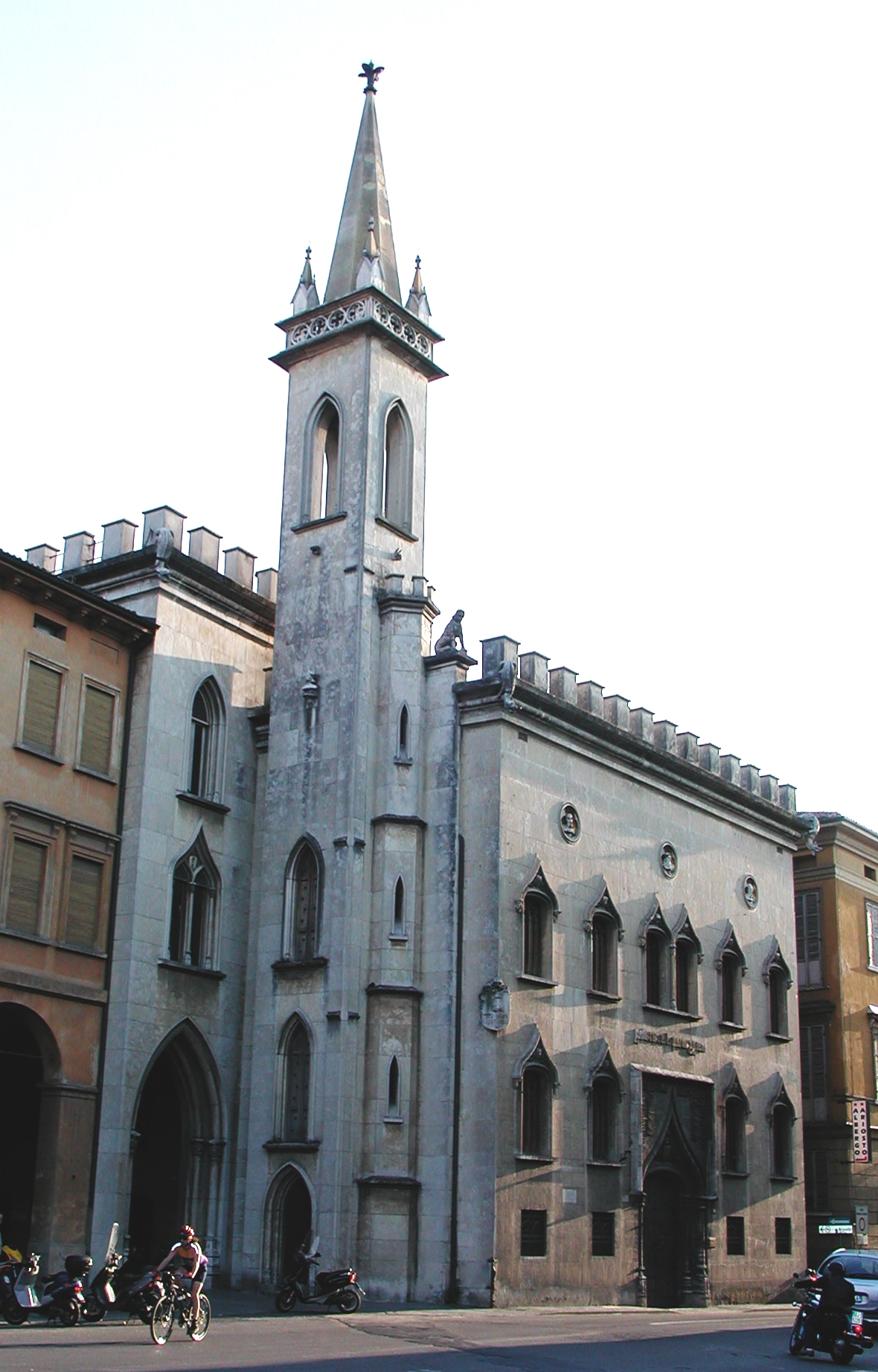
Galleria Parmeggiani

Questo palazzo, di stile gotico-rinascimentale, fu fatto costruire da Luigi Parmeggiani tra il 1925 e il 1928 (su progetto dell’ingegnere reggiano Ascanio Ferrari) per ospitare la sua raccolta d’arte. L’edificio, sia dentro che fuori, sembra esprimere una sintesi di modelli del mondo antico, medievale e rinascimentale, perfettamente in sintonia con le caratteristiche della collezione ospitata.
Uno straordinario portale del XV secolo proveniente da Palazzo Mosen Sorell a Valencia introduce nell’intimo della Galleria, la cui architettura è ispirata alle forme di cattedrali riprese in alcune opere d’oreficeria di produzione Marcy, conservate all’interno.
La Galleria Parmeggiani è un interessante episodio collezionistico che ha visto confluire a Reggio Emilia nel 1925 tre collezioni ottocentesche: dipinti, mobili e tessuti che appartengono alla raccolta del pittore, collezionista e antiquario, Ignacio León y Escosura; armi ed oreficerie provengono dalla bottega parigina Marcy, mentre una sala è dedicata alla produzione pittorica di Cesare Detti.

### Museo del tricolore

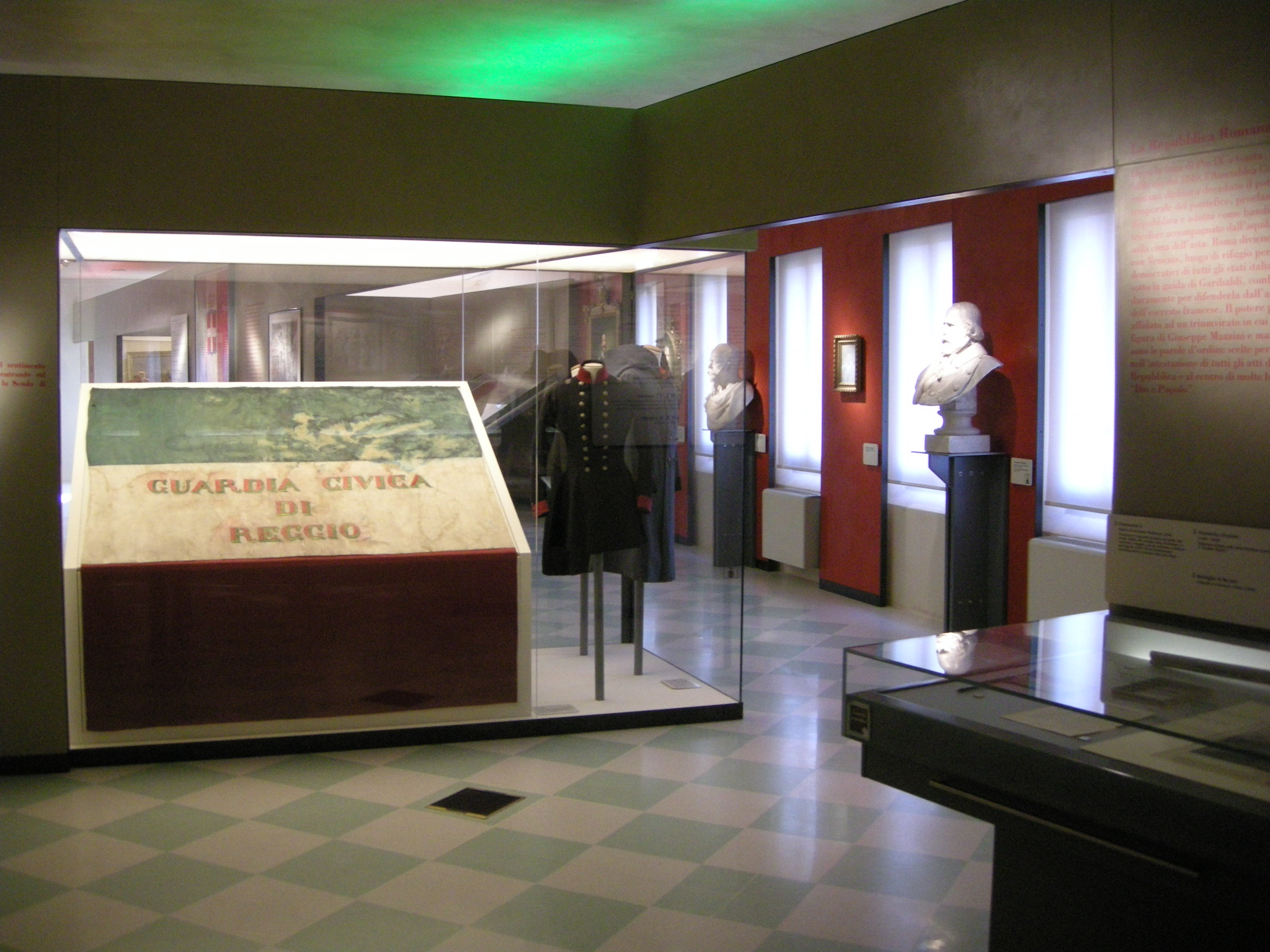
Museo del tricolore

Il Museo del tricolore  è stato allestito tra il 2004 e il 2006 nei locali prospicienti la Sala del Tricolore, dove il 7 gennaio 1797 durante il Congresso della Repubblica Cispadana è nata la bandiera italiana. La prima sezione, Bandiera Tricolore, documenta la storia delle vicende politiche di Reggio Emilia dal 1796 all’inizio della Restaurazione. Nella seconda sezione, Italia Tricolore, la storia della bandiera italiana si intreccia alle testimonianze del contributo offerto dai reggiani alle battaglie per il riscatto nazionale e si chiude con le celebrazioni del centenario del primo tricolore del 1897.
Nel 2017, in occasione di una generale revisione dei percorsi e della definizione di un nuovo ingresso al Museo, è stata inauguratala sezione Ispirazione Tricolore, dedicata alla contemporaneità, che ha accolto, accanto a nuovi spazi laboratoriali, l’importante nucleo di opere del progetto Novanta artisti per una bandiera, voluto da Deanna Veroni per il sostegno dell’Ospedale della Mamma e del Bambino e donato dalla famiglia Storchi alla città.

### Museo di storia della psichiatria

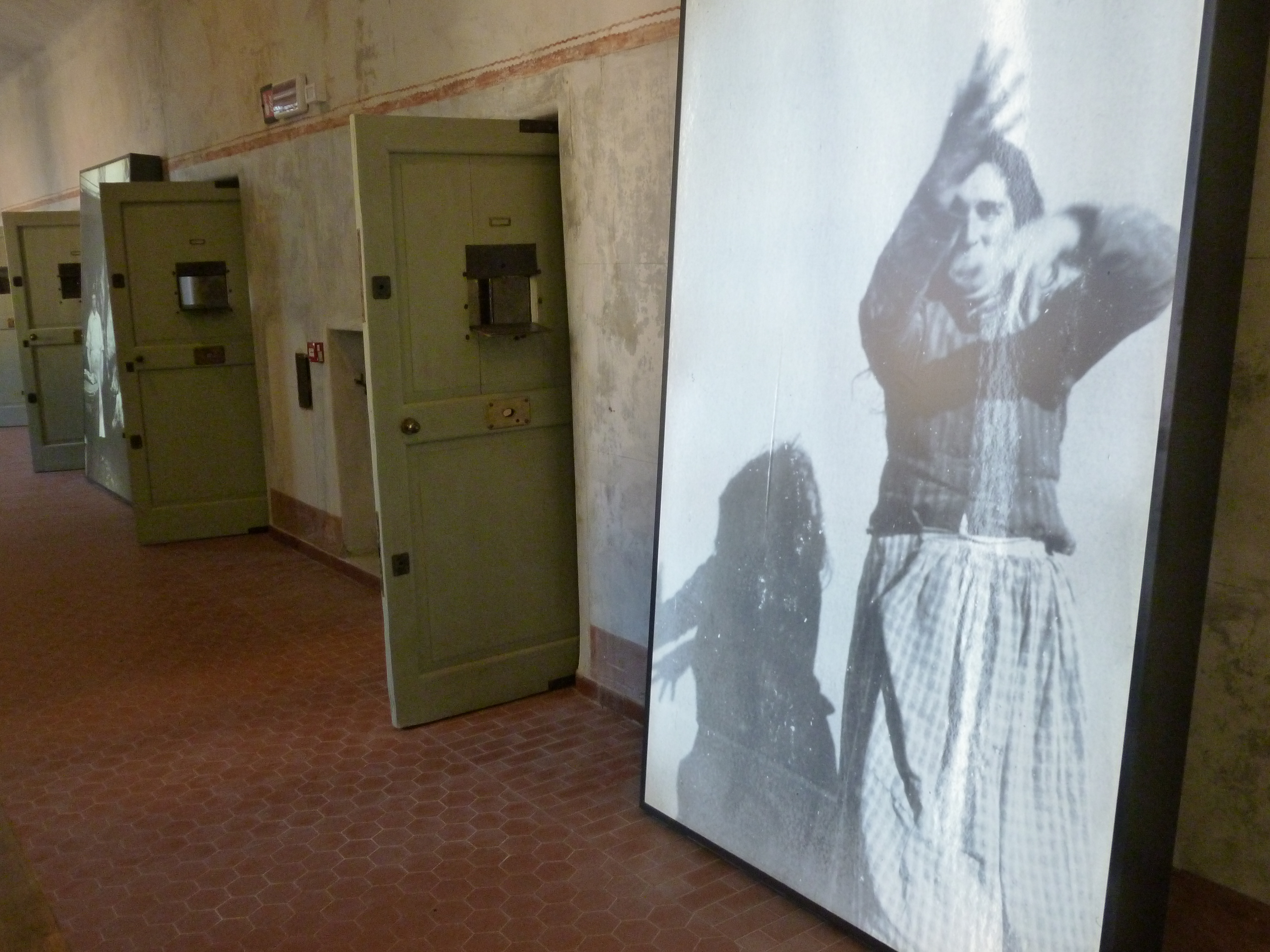
Museo di storia della psichiatria

La collezione del museo viene istituita dal direttore Carlo Livi nel 1875, per mostrare i progressi, le scoperte e le applicazioni della scienza psichiatrica e viene ampliata dai direttori successivi, che conservano parte degli oggetti di cura non più in uso.
Il piano terra ospita una selezione dei più significativi tra gli oggetti di contenzione, degli strumenti dei laboratori scientifici e dei macchinari utilizzati a fini terapeutici, fino agli apparecchi per l’elettroshock. Ulteriori celle sono dedicate al superamento dell’ospedale psichiatrico, alla promozione della salute mentale e alla lotta allo stigma.
Il piano superiore ospita invece un “deposito aperto”, in cui sono raccolti gli altri oggetti provenienti dal patrimonio storico dell’ex San Lazzaro.

### Museo del Santuario della Beata Vergine della Ghiara

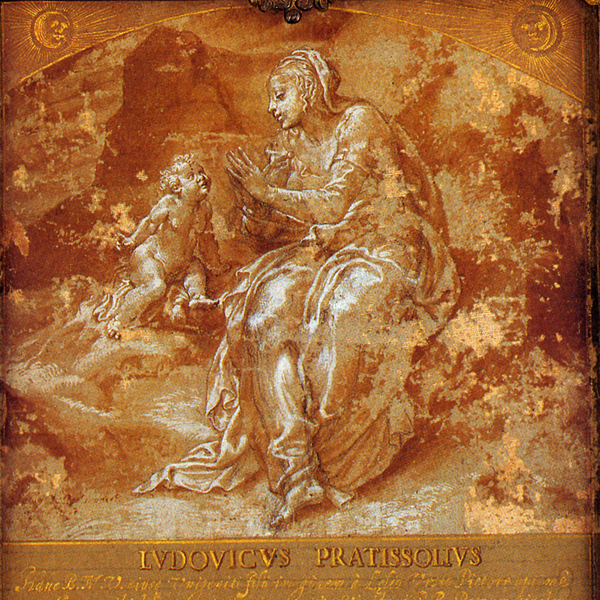
Bozzetto della Madonna col Bambino eseguito dal pittore Lelio Orsi nel 1569 per Ludovico Pratissoli

Il Museo e Tesoro della Basilica della Ghiara nasce nel 1982, per volontà della fabbriceria del Tempio e dei Musei Civici. Accoglie oggetti liturgici e donativi che nel corso dei secoli sono pervenuti al tempio in segno di devozione dando così origine al Tesoro della Basilica.
Il museo è costituito da quattro sale espositive. Nella prima sala sono esposti i cosiddetti “candelieri ducali”, offerti dal duca di Modena Francesco I d’Este, nella seconda sala sono conservati vasi e altre suppellettili liturgiche. Nella terza è custodita la corona del 1674 e ad essa si affiancano i più belli tra i numerosi paramenti liturgici del santuario. Il percorso si arricchisce inoltre della Sala iconografica, dedicata all’iconografia della Vergine, che conserva la sinopia dell’immagine miracolosa di Giovanni Bianchi detto il Bertone.
In un altro ambiente del santuario, la “stanza del Tesoro” accoglie reliquiari, ex-voto, vasi sacri ed altre suppellettili.

### Il Mauriziano

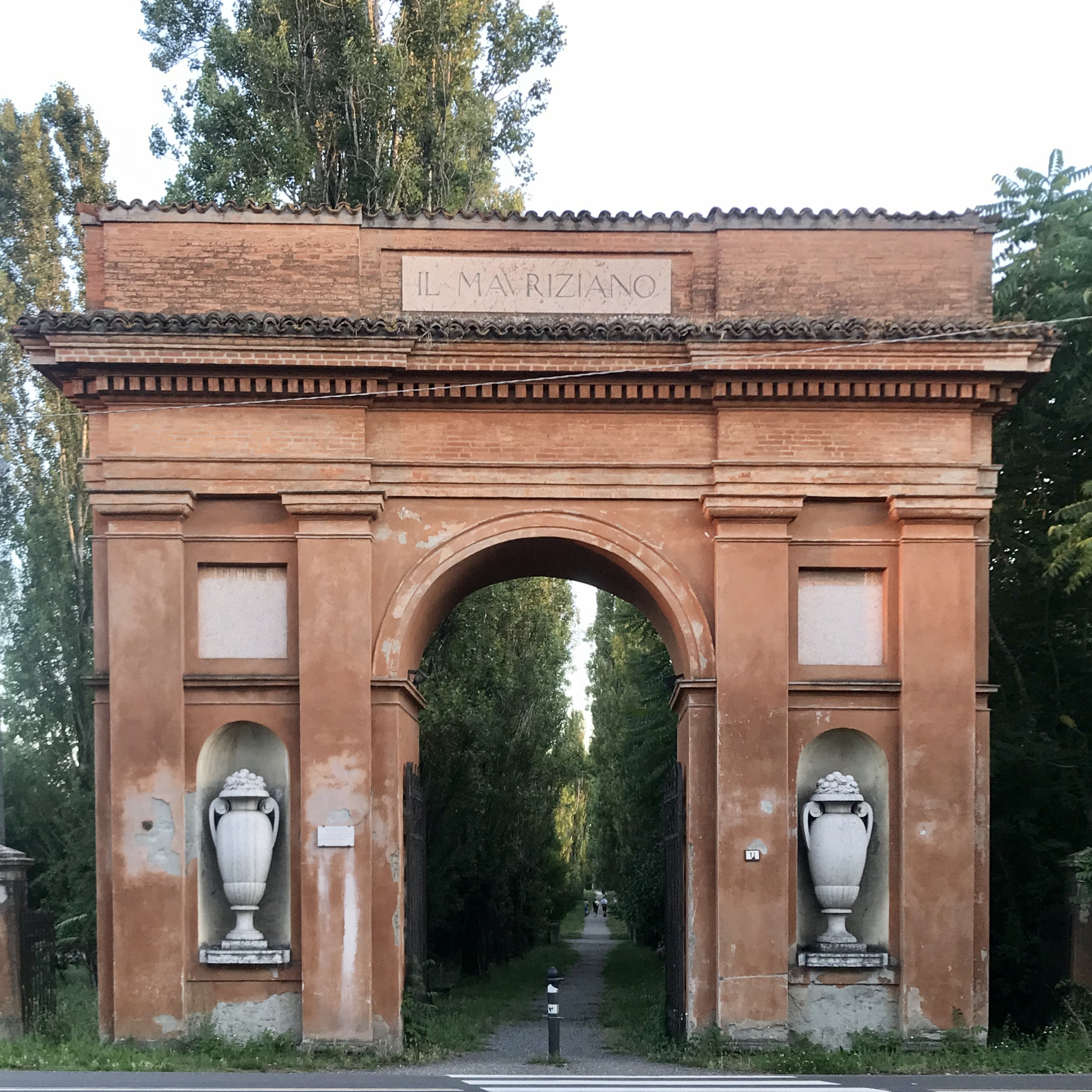
Arco del Mauriziano

Il cinquecentesco arco trionfale in cotto ad unico fornice, che si incontra a San Maurizio sulla via Emilia, introduce al complesso monumentale del Mauriziano. L’arcata è stata eretta, secondo la tradizione, da Orazio Malaguzzi, morto nel 1583 e a cui si attribuiscono il restauro e l’arricchimento dell’intero complesso. Un viale di oltre 250 metri, fiancheggiato da pioppi, conduce fino al Palazzo del Mauriziano. Nonostante le significative ristrutturazioni del Sei-Settecento, il Palazzo nuovo del Mauriziano (già noto come “Casino dell’Ariosto”) mantiene l’impianto volumetrico cinquecentesco che lo collega alla cultura della villa rinascimentale. Si caratterizza infatti per la pianta a base quadrangolare con un salone centrale passante sul quale si fonda l’asse di simmetria dell’edificio, attorno a cui si articolano i vani laterali. A levante un piano rialzato conserva ancora tre ambienti con volta a vela e con capitelli pensili, secondo moduli stilistici di matrice ferrarese, sperimentati in città tra XV e XVI secolo la cui decorazione pittorica databile dopo il 1567, risente dell’influenza di Nicolò dell’Abate (Camerino dei poeti, la novella di Griselda tratta dal Decamerone, Camerino dell’Ariosto, il combattimento fra Orazi e Curiazi, paesaggi e scene di rovine romane).

### Chiostri di San Pietro

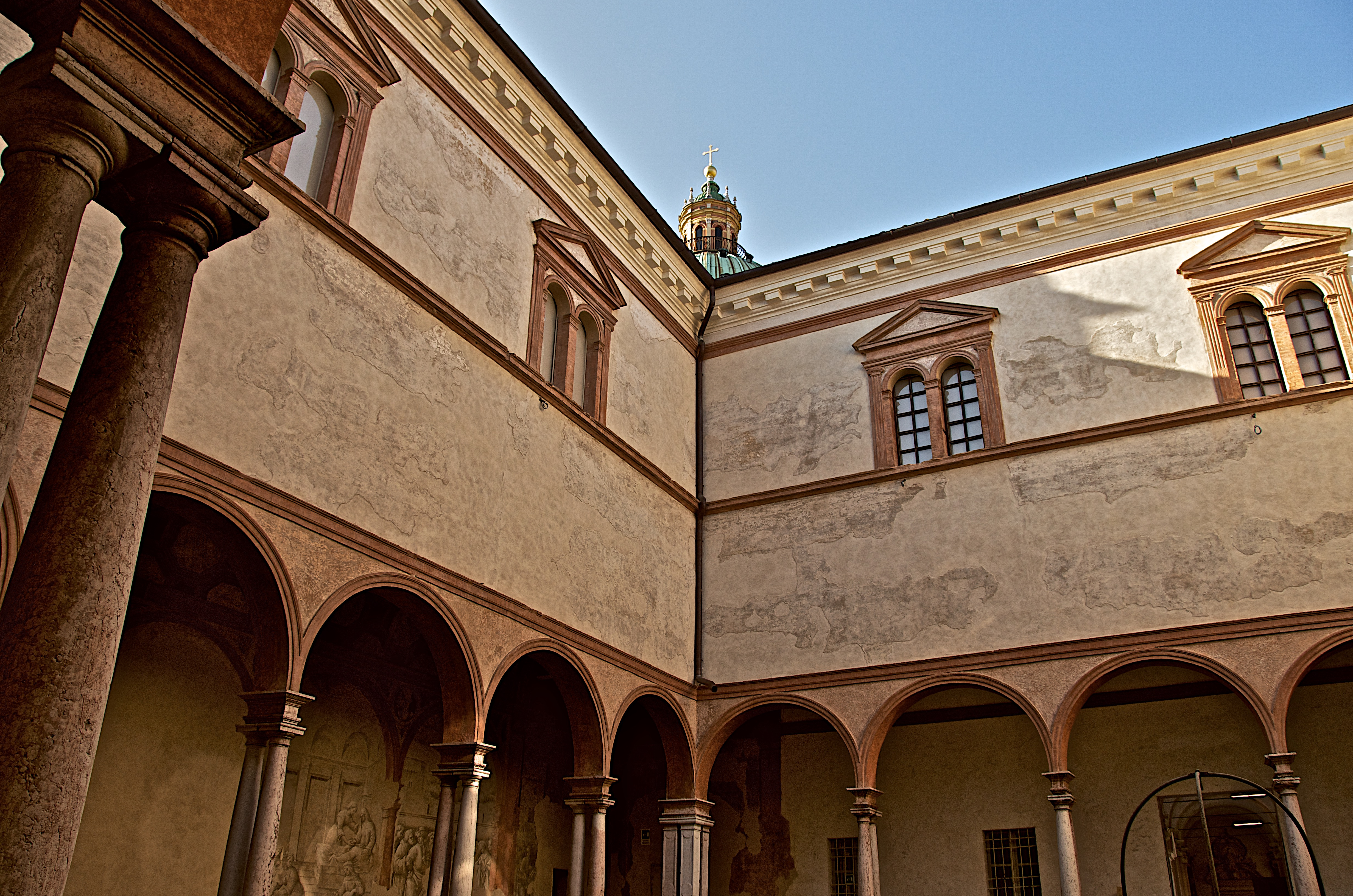
Chiostri di San Pietro

I Chiostri di San Pietro, pertinenti all'omonima chiesa, fanno parte di un importante complesso monastico benedettino del XVI secolo, nel centro della città. La struttura si articola in due chiostri con i rispettivi ambulacri: il Chiostro Piccolo, opera di Bartolomeo Spani detto il Clemente, e il Chiostro Grande, successivo e realizzato presumibilmente su progetto di Giulio Romano.

### Biblioteca delle Arti

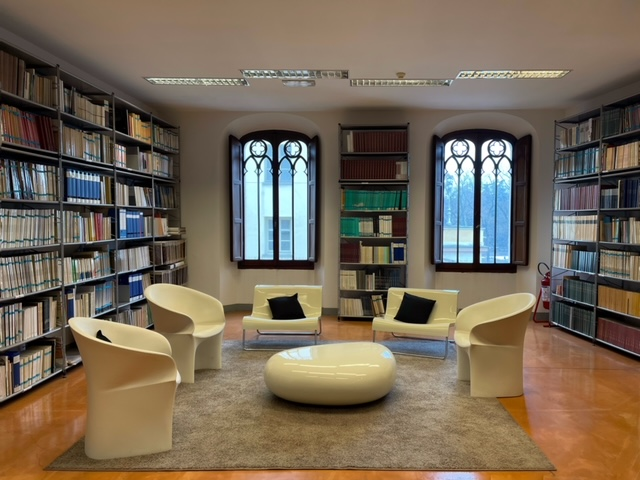
Biblioteca delle Arti

La Biblioteca dei Musei Civici di Reggio Emilia esiste dai tempi di Gaetano Chierici, fondatore del Museo di Storia Patria. Si chiama Biblioteca delle Arti ed è, da molti decenni, un fondamentale punto di riferimento per archeologi, storici dell’arte e studiosi di discipline antropologiche ed etnografiche: è infatti specializzata in Archeologia e Storia dell’Arte e può contare su un patrimonio di circa 60.000 volumi ed oltre 600 testate di periodici. Gli oltre 60.000 volumi sono suddivisi in cinque sezioni: Archeologia, Storia dell’Arte, Emeroteca, Antichi e Rari (con edizioni del XVIII e XIX secolo), Ragazzi.
Come tutte le biblioteche dei musei, era nata nell’Ottocento per fornire a Direttore e conservatori gli strumenti per potere gestire nel migliore dei modi il patrimonio loro affidato. Solo in un secondo momento si è aperta alla frequentazione di un pubblico di interessati.

## Collezione
Il più antico fondamento delle collezioni nasce nel 1799 con l’acquisizione, da parte della città di Reggio Emilia, della collezione domestica dell’illustre scienziato Lazzaro Spallanzani che, nella sua abitazione di Scandiano, aveva accumulato reperti zoologici, paleontologici, mineralogici, litologici e botanici, nonché oggetti di arredo, quali quadri, tavolini e soprammobili. La raccolta, conservata integra nella sua consistenza settecentesca, dal 1830 è collocata nelle sale di Palazzo dei Musei. Nel 1862, grazie al lavoro del sacerdote Gaetano Chierici, uno dei padri della moderna paleontologia, nasce il Gabinetto di Storia Patria che nel 1870 diviene Museo di Storia Patria. Preziose testimonianze della scienza e della museologia del tardo Ottocento, i materiali di preistoria e protostoria locale sono confrontati con oggetti dello stesso periodo, ma di diversa provenienza geografica, soprattutto italiana. La collezione fu poi ribattezzata Museo Gaetano Chierici di Paletnologia, con sede al Palazzo dei Musei.
Le esposizioni al Palazzo dei Musei si allargano poi al Portico dei Marmi con reperti in pietra, epigrafi romane e sculture dal Medioevo al XVIII; all’Atrio dei Musei con mosaici di età romana e decorazioni pavimentali del XII e XIII. E ancora con sale che completano le raccolte naturalistiche, di zoologia e botanica; quindi raccolte di etnografia, numismatica, ceramica, oreficeria e arti minori.
Nel 2021 con l'inaugurazione del piano secondo di Palazzo dei Musei su progetto di Italo Rota e dei curatori dei Musei Civici, si conclude un lungo percorso di ripensamento delle collezioni e del significato che il museo ha acquisito all’interno della comunità. Nelle quattro gallerie disposte a quadrilatero l’allestimento procede in due direzioni: verticale, ovvero una narrazione episodica, e orizzontale, una ‘narrazione seriale’ sviluppata su più episodi e centrata sui materiali museali, in parte parte provenienti dai depositi, in parte da istituzioni cittadine. L'allestimento propone una narrazione dalla Preistoria del territorio Reggiano, fino alla presenza etrusca e alla conquista romana, all’alto-medioevo — arricchita con citazioni di reperti d'eccezione conservati nelle collezioni storiche. La sezione storico artistica prosegue dai secoli degli Estensi al Primo Tricolore rivoluzionario e unitario, da Antonio Fontanesi alla Contemporaneità rappresentata dal vasto patrimonio fotografico, frutto delle opere raccolte o commissionate dall’Amministrazione comunale agli artisti che hanno partecipato al progetto di Fotografia Europea, per finire con la sezione permanente, con esposizioni a rotazione, dedicata alla produzione di Luigi Ghirri.